# С
С (minuskule с) je písmeno cyrilice. Jeho tvar se v minuskulní i majuskulní variantě shoduje s tvarem písmena C v latince.
V černohorské azbuce existuje písmeno С́.
V latince písmenu С odpovídá písmeno S (s), v gruzínském písmu písmeno ს a v arménském písmu písmeno Ս (ս).
V hlaholici písmenu С odpovídá písmeno Ⱄ.